# Саламанкская пещера
«Саламанкская пещера» (исп. La cueva de Salamanca) — интермедия испанского писателя Мигеля де Сервантеса, опубликованная в 1615 году в составе сборника «Восемь комедий и восемь интермедий, новых, ни разу не представленных на сцене». Исследователи характеризуют её как «пьесу-метафору». Сюжет здесь связан с мотивом дьявольских сил, которые воплощаются в главных героях.
В «Саламанкской пещере» Сервантес высмеивает мракобесие и невежество.
На русский язык «Саламанкскую пещеру» перевёл, как и остальные интермедии из сборника, Александр Островский.